# Campeonato de Tercera División de Costa Rica 1979
El Campeonato de Fútbol de Tercera División 1979, fue la edición número 56 de (Segunda División B de Ascenso) en disputarse, organizada por la FEDEFUTBOL. Siendo el campeón de la temporada 1978-79 la Asociación Deportiva sarchí de Valverde Vega.
Este campeonato constó de 90 equipos debidamente inscritos en el Comité Nacional de Fútbol Aficionado por (CONAFA). Renombrado en 1982 como Asociación Costarricense de Fútbol Aficionado (ANAFA).

## La clasificación por la Segunda División de Ascenso se dividió en 16 Regiones en todo el país
| 2.ª. División de Ascenso por Limón (Región 1) | 2.ª. División de Ascenso por Limón (Región 1) |
| --------------------------------------------- | --------------------------------------------- |
| 1                                             | A.D. Valle de La Estrella                     |
| 2                                             | Selección de Matina                           |
| 3                                             | Selección de Limón Centro                     |
| 4                                             | Selección de Talamanca                        |

| 2.ª. División de Ascenso por Guápiles (Región 2) | 2.ª. División de Ascenso por Guápiles (Región 2) |
| ------------------------------------------------ | ------------------------------------------------ |
| 1                                                | C. Atlético Río Jiménez de Guácimo               |
| 2                                                | Selección de Guápiles (Pococí)                   |
| 3                                                | Selección de Río Frío de Pococí                  |

| 2.ª. División de Ascenso por Cartago (Región 3) | 2.ª. División de Ascenso por Cartago (Región 3) |
| ----------------------------------------------- | ----------------------------------------------- |
| 1                                               | Deportivo La Isabella de Turrialba              |
| 2                                               | Selección de Guácimo                            |
| 3                                               | Selección de Siquirres                          |

| 2.ª. División de Ascenso por Cartago (Región 4) | 2.ª. División de Ascenso por Cartago (Región 4) |
| ----------------------------------------------- | ----------------------------------------------- |
| 1                                               | Deportivo San Luis del Bosque (Oreamuno)        |
| 2                                               | Selección de Cartago Centro                     |
| 3                                               | Selección de El Guarco                          |
| 4                                               | Selección de Paraíso                            |
| 5                                               | Selección de La Unión de Tres Ríos              |
| 6                                               | Selección de Alvarado                           |

| 2.ª. División de Ascenso por San José (Región 5) | 2.ª. División de Ascenso por San José (Región 5) |
| ------------------------------------------------ | ------------------------------------------------ |
| 1                                                | A.D. Valencia de Curridabat                      |
| 2                                                | A.D. Montes de Oca                               |
| 3                                                | Selección de Goicoechea                          |
| 4                                                | Selección de Moravia                             |
| 5                                                | Selección de Coronado                            |
| 6                                                | Selección de Tibás                               |

| 2.ª. División de Ascenso por San José (Región 6) | 2.ª. División de Ascenso por San José (Región 6) |
| ------------------------------------------------ | ------------------------------------------------ |
| 1                                                | A.D. Municipal Buenos Aires                      |
| 2                                                | Selección de León Cortés                         |
| 3                                                | Selección de Terrazú                             |
| 4                                                | Selección de Dota                                |
| 5                                                | Selección de Pérez Zeledón                       |

| 2.ª. División de Ascenso por San José (Región 7) | 2.ª. División de Ascenso por San José (Región 7) |
| ------------------------------------------------ | ------------------------------------------------ |
| 1                                                | Club Deportivo Jorón de Desamparados             |
| 2                                                | Selección de San Ignacio en Acosta               |
| 3                                                | Selección de Zapote                              |
| 4                                                | Selección de San Sebastián                       |
| 5                                                | Selección de San Francisco de Dos Ríos           |
| 6                                                | Selección de Aserrí                              |
| 7                                                | Selección de Alajuelita                          |
| 8                                                | Selección de San José Centro                     |

| 2.ª. División de Ascenso por San José (Región 8) | 2.ª. División de Ascenso por San José (Región 8) |
| ------------------------------------------------ | ------------------------------------------------ |
| 1                                                | A.D. OVI REGAN de Ciudad Colon                   |
| 2                                                | Selección de Santa Ana                           |
| 3                                                | Selección de Escazú                              |
| 4                                                | Selección de Pavas                               |
| 5                                                | Selección de La Uruca                            |
| 6                                                | Selección de Puriscal                            |
| 7                                                | Selección de Hatillo                             |

| 2.ª. División de Ascenso por Heredia (Región 9) | 2.ª. División de Ascenso por Heredia (Región 9) |
| ----------------------------------------------- | ----------------------------------------------- |
| 1                                               | C.D. Diablos Rojos de San Pablo de Heredia      |
| 2                                               | Selección de Santa Bárbara                      |
| 3                                               | A.D. San Lorenzo F.C                            |
| 4                                               | Club Deportivo Migueleño                        |
| 5                                               | A.D. Quesada de San Isidro de Heredia           |
| 6                                               | A.D. Belén Calle Flores                         |
| 7                                               | A.D. Universidad Nacional                       |
| 8                                               | Bravo Rafaeleño C.F                             |
| 9                                               | Independiente Peñarol de San Pedro de Barva     |
| 10                                              | Club Deportivo Caribe de Barrio Mercedes Norte  |

| 2.ª. División de Ascenso por Alajuela (Región 10) | 2.ª. División de Ascenso por Alajuela (Región 10) |
| ------------------------------------------------- | ------------------------------------------------- |
| 1                                                 | Rincón de Palmares C. F.                          |
| 2                                                 | A.D. Municipal Grecia                             |
| 3                                                 | Selección de Naranjo                              |
| 4                                                 | Selección de Valverde Vega                        |
| 5                                                 | Selección de San Ramón                            |
| 6                                                 | Selección de Alajuela Centro                      |
| 7                                                 | Selección de Atenas                               |
| 8                                                 | Selección de Poás                                 |

| 2.ª. División de Ascenso por Zona Norte (Región 11) | 2.ª. División de Ascenso por Zona Norte (Región 11) |
| --------------------------------------------------- | --------------------------------------------------- |
| 1                                                   | A.D. La Fortuna de San Carlos                       |
| 2                                                   | Selección de Alfaro Ruiz                            |
| 3                                                   | Selección de Los Chiles                             |

| 2.ª. División de Ascenso por Guanacaste (Región 12) | 2.ª. División de Ascenso por Guanacaste (Región 12) |
| --------------------------------------------------- | --------------------------------------------------- |
| 1                                                   | A.D. Ingenio Taboga de Cañas                        |
| 2                                                   | Selección de Liberia                                |
| 3                                                   | Selección de La Cruz                                |
| 4                                                   | Selección de Tilarán                                |
| 5                                                   | Selección de Bagaces                                |
| 6                                                   | Selección de Upala                                  |
| 7                                                   | Selección de Las Juntas en Abangares                |
| 8                                                   | Selección de Guatuso                                |

| 2.ª. División de Ascenso por Guanacaste (Región 13) | 2.ª. División de Ascenso por Guanacaste (Región 13) |
| --------------------------------------------------- | --------------------------------------------------- |
| 1                                                   | A.D. Liceo Nocturno de Santa Cruz                   |
| 2                                                   | Selección de Nandayure                              |
| 3                                                   | Selección de Hojancha                               |
| 4                                                   | Selección de Carrillo                               |
| 5                                                   | Selección de Nicoya                                 |

| 2.ª. División de Ascenso por Puntarenas (Región 14) | 2.ª. División de Ascenso por Puntarenas (Región 14) |
| --------------------------------------------------- | --------------------------------------------------- |
| 1                                                   | Asoc. Deportiva Marichal de Orotina                 |
| 2                                                   | Selección de San Mateo                              |
| 3                                                   | Selección Central de Puntarenas                     |
| 4                                                   | Selección de Montes de Oro                          |
| 5                                                   | Selección de Esparza                                |
| 6                                                   | Selección de Cóbano                                 |
| 7                                                   | Selección de Jicaral                                |
| 8                                                   | Selección de Lepanto                                |

| 2.ª. División de Ascenso por Puntarenas (Región 15) | 2.ª. División de Ascenso por Puntarenas (Región 15) |
| --------------------------------------------------- | --------------------------------------------------- |
| 1                                                   | C.S. Cerros United Brands de Quepos                 |
| 2                                                   | Municipal Parrita                                   |
| 3                                                   | Selección de Turrubares                             |

| 2.ª. División de Ascenso por Zona Sur (Región 16) | 2.ª. División de Ascenso por Zona Sur (Región 16) |
| ------------------------------------------------- | ------------------------------------------------- |
| 1                                                 | Selección Municipal de Osa                        |
| 2                                                 | Selección de Coto Brus                            |
| 3                                                 | Selección de Golfito                              |
| 4                                                 | Selección de Corredores                           |

## Formato del torneo
Se jugaron dos vueltas, en donde los equipos debían enfrentarse todos contra todos. Posteriormente se juega una octagonal y cuadrangular final (2.ª. División de Ascenso) para ascender a un nuevo inquilino para la Segunda División de Costa Rica.

## Ronda final
| Tercera División de Costa Rica (2.ª. División de Ascenso 1979) | Tercera División de Costa Rica (2.ª. División de Ascenso 1979)                         |
| -------------------------------------------------------------- | -------------------------------------------------------------------------------------- |
| 1                                                              | Deportivo Ingenio Taboga de Cañas V.S Liceo Nocturno de Santa Cruz                     |
| 2                                                              | Club Deportivo Rincón de Zaragoza (Palmáres) V.S A.D. La Fortuna de San Carlos         |
| 3                                                              | Deportivo San Luis de Oreamuno V.S Club Atlético La Isabel                             |
| 4                                                              | Asoc. Deportiva Municipal Buenos Aires V.S Selección de Osa                            |
| 5                                                              | Deportivo Marichal de Orotina V.S Club Deportivo Diablos Rojos de San Pablo de Heredia |
| 6                                                              | A.D. OVI Regan de Ciudad Colon V.S Club Sport Cerros United Brands de Quepos           |
| 7                                                              | Valle de La Estrella F.C V.S Atlético Río Jiménez de Guácimo                           |
| 8                                                              | Deportivo Jorón V.S Asoc. Deportiva Valencia de Curridabat                             |

## Octagonal Final (del domingo 4 al 11 de noviembre de 1979)
| Tercera División de Costa Rica (2.ª. División de Ascenso 1979) | Tercera División de Costa Rica (2.ª. División de Ascenso 1979)                             |
| -------------------------------------------------------------- | ------------------------------------------------------------------------------------------ |
| 1                                                              | Deportivo Ingenio Taboga de Cañas V.S Club Deportivo Diablos Rojos de San Pablo de Heredia |
| 2                                                              | Club Deportivo Rincón de Palmares V.S Club Sport Cerros de Quepos                          |
| 3                                                              | Deportivo San Luis de Oreamuno V.S Atlético Río Jiménez de Guácimo                         |
| 4                                                              | Asoc. Deportiva Municipal Buenos Aires V.S Asoc. Deportiva Valencia de Curridabat          |

## Cuadrangular Final (sábado 24 de noviembre de 1979)
Esa cuadrangular del Fútbol Nacional Aficionado se jugó en el Estadio Nacional de Costa Rica. Dándose el partido preliminar a las 6 p. m. por el tercer lugar entre Taboga de Cañas y Oreamuno de Cartago.
Y a las 8 p. m. se efectuó la gran final entre las escuadras de Palmares y Valencia de Curridabat. Ambos clubes favoritos para coronarse monarcas nacionales.
| Campeón- Subcampeón-Tercer Lugar y Cuarto Lugar | Campeón- Subcampeón-Tercer Lugar y Cuarto Lugar |
| ----------------------------------------------- | ----------------------------------------------- |
| 1 (Campeón Nacional)                            | Rincón de Palmares Club de Fútbol               |
| 2 (Subcampeón Nacional)                         | Asoc. Deportiva Valencia de Curridabat          |
| 3 (3.er. Lugar Nacional)                        | Deportivo Ingenio Taboga de Cañas               |
| 4 (4.º. Lugar Nacional)                         | Deportivo San Luis de Oreamuno                  |

## Campeón Monarca de Tercera División de Costa Rica 1979-1980
| Tercera División por CONAFA 1979                                                  | Tercera División por CONAFA 1979 |
| --------------------------------------------------------------------------------- | -------------------------------- |
| Campeón Nacional de Tercera División de Costa Rica 1979. Rincón de Palmares C. F. |                                  |

## Ligas Superiores
- Primera División de Costa Rica 1979

- Campeonato de Segunda División de Costa Rica 1978-1979

## Ligas Inferiores
- Campeonato Juvenil de Costa Rica por CONAFA 1979

- Terceras Divisiones Distritales, Independientes y de Canchas Abiertas

- Club Atlético Paso Ancho fue Campeón Nacional del Torneo de La Amistad de Los Pueblos 1979

## Torneos
| Predecesor: Campeonato 1978 | Tercera División de Costa Rica Campeonato 1979 | Sucesor: Campeonato 1980 |